# Svenska Jujutsuskolan
Svenska Jujutsuskolan i Lund startades i slutet av 1970-talet och drivs sedan dess av Jan-Erik Karlsson med titeln soke. Stilen som tränas är Hoku Shin Ko Ryu (北心古流) och det översätts ungefär med "Nordens sanna antika skola". Skolans målsättning är öppenhet och man bedriver samarbete och utbyte med flera skolor och instruktörer utomlands. Karlsson var tidigare elev hos Kurt Durewall och stilen bär många spår från den tiden. Efter hand har stilen utvecklats och influerats av bland annat de japanska skolorna Hontai Yoshin Ryu och Moto-ha Yoshin Ryu.
Skolan anordnar ett flertal träningsläger varje år. Regelbunden gästinstruktör är i första hand Richard Morris (10 dan, soke) från Jiu-Jitsu International.
Högkvarteret (honbu dojo) ligger i utkanten av Lund. Inredningen går i japansk stil och inrymmer två träningslokaler (dojo). Dessutom finns en kafeteria och två omklädningsrum med duschar och bastu, förutom det privata kontoret. Skolan drivs som ett företag utan svensk förbundstillhörighet.
Man omger sig med ideell verksamhet för att kunna driva företaget, och lyfter bidrag som ideell organisation genom att registrera verksamhetens deltagare som klubbmedlemmar.
Det är en dyr organisation att tillhöra för en ideell verksamhet och den enskilde utövaren eftersom alla kostnader bestäms enväldigt av högkvarterets företag, vilket är Jan Erik Karlsson enskild firma.
Tävlingsverksamhet är inget organisationen jobbar med eftersom den inte har förbundstillhörighet. Genomsnittlig kostnad för graderingar för barn 400-500 kr, vuxen 500-1000 kr, för dangrader anges det inte. Kurs- och lägerkostnader ligger på 500-700 kr för en dag och 1000-1200 kr för en helg.
Axplock av tillhörande klubbar: Bjuvs Jujitsuklubb, Budoacademy Kungälv, Höganäs Jujutsuklubb, Kävlinge Jujutsu, Åstorps Jiujitsuklubb, Hjärups Budoklubb
med flera.